# Florencia Soledad Jaimes
Florencia Soledad Jaimes (* 20. Januar 1989 in Nogoyá, Entre Ríos), in Brasilien zumeist kurz nur Sole genannt, ist eine argentinische Fußballspielerin.

## Karriere

### Verein
Sole begann ihre Karriere mit fünfzehn in einer Jugendauswahl des River Plate in Buenos Aires, später wechselte sie zum lokalen Erzrivalen Boca Juniors. Mit beiden gewann sie diverse Apertura-und-Clausura-Meisterschaften ihres Landes. Weil der Frauenfußball in Argentinien auf Amateurniveau verharrte, wagte sie als eine der ersten Argentinierinnen im Jahr 2014 den Wechsel in den brasilianischen Fußball und spielte für den Foz Cataratas FC in der Copa do Brasil 2015, wo sie ihre ersten vier Tore erzielte. Unmittelbar darauf ist sie zum São Paulo FC gewechselt, mit dem sie im Spätsommer 2015 das Finale der Staatsmeisterschaft von São Paulo erreicht hat.
Aufgrund der folgenden Auflösung des Frauenteams des SPFC hat sich Sole im Spätjahr 2015 dem neuaufgestellten Team des Santos FC angeschlossen. Hier gelangte sie in der Staatsmeisterschaft 2016 zum Durchbruch, nachdem sie sich mit sechzehn Toren in achtzehn Spielen die Torjägerkrone gesichert und den Club bis in das Finale geschossen hat. Ihre anhaltende Torgefährlichkeit stellte sie in der Série-A1 2017 mit achtzehn Treffern in neunzehn Spielen erneut unter Beweis und sicherte sich damit die Torjägerkrone und ihrem Verein den Meistertitel dieser Saison.
Im Januar 2018 wurde der Wechsel von Sole zum Dalian Quanjian FC in die chinesische Liga verkündet.

### Nationalmannschaft
Sole gehörte der argentinischen Selección femenina bei der U-20-Weltmeisterschaft in Chile 2008 an, wo sie das einzige Tor ihrer Mannschaft beim Vorrundenaus erzielt hat. Seit 2013 läuft sie regelmäßig für den A-Kader auf.

## Erfolge
Verein:
- Argentinische Meisterin: 2010 Cl., 2011 Ap., 2012 Ap.
- UEFA Women’s Champions League: 2019
- Französische Meisterin: 2019
- Französische Pokalsiegerin: 2019
- Chinesische Meisterin: 2018
- Brasilianische Meisterin: 2017
- Staatsmeisterin von Paraná: 2014
- Staatsmeisterin von Rio de Janeiro: 2023
- Staatspokal von São Paulo: 2024
- Staatspokal von Rio de Janeiro: 2023

Individuell:
- Torschützenkönigin der brasilianischen Série A1: 2017
- Torschützenkönigin der Staatsmeisterschaft von São Paulo: 2016
- Torschützenkönigin der Staatsmeisterschaft von Rio de Janeiro: 2022
- Bola de Prata: 2017